# Lesbos
Lesbos (en griego Λέσβος, Lésvos) es una isla griega que forma parte de un gran conjunto de islas cercanas a la costa de Turquía (en el mar Egeo). Su capital es Mitilene. Junto a algunas islas menores, constituye la unidad periférica de Lesbos, siendo su isla homónima la más grande e importante del archipiélago.
Es famosa por ser la patria de Safo, la poetisa de la antigüedad cuyos poemas describían su amor apasionado hacia sus compañeras y que dio origen al moderno término lesbianismo. Por otra parte, el gentilicio en español de los isleños es lesbio y lesbia.
Es la tercera isla más grande de Grecia, y la octava del Mediterráneo, con una superficie de 1630 km² y 320 km perimetrales de costa. La población se acerca a los cien mil habitantes, de los que más de un tercio viven en la capital Mitilene. Aparte de la capital, las ciudades principales son Kalloni, Gera, Plomari, Ayassos, Ereso, y Molivos (antigua Metimna). Plomari y Molivos son centros turísticos junto con Ereso, muy visitada por ser el lugar de nacimiento de la poetisa Safo.

## Geografía
Isla montañosa, coronada por el monte Lepetymos, de 968 m, y el Olimpos de altura similar, que dominan el norte y el centro de la isla. A vista de satélite, se describe como una isla triangular, con dos bahías, la de Kalloni en posición central y la de Gera al sureste.

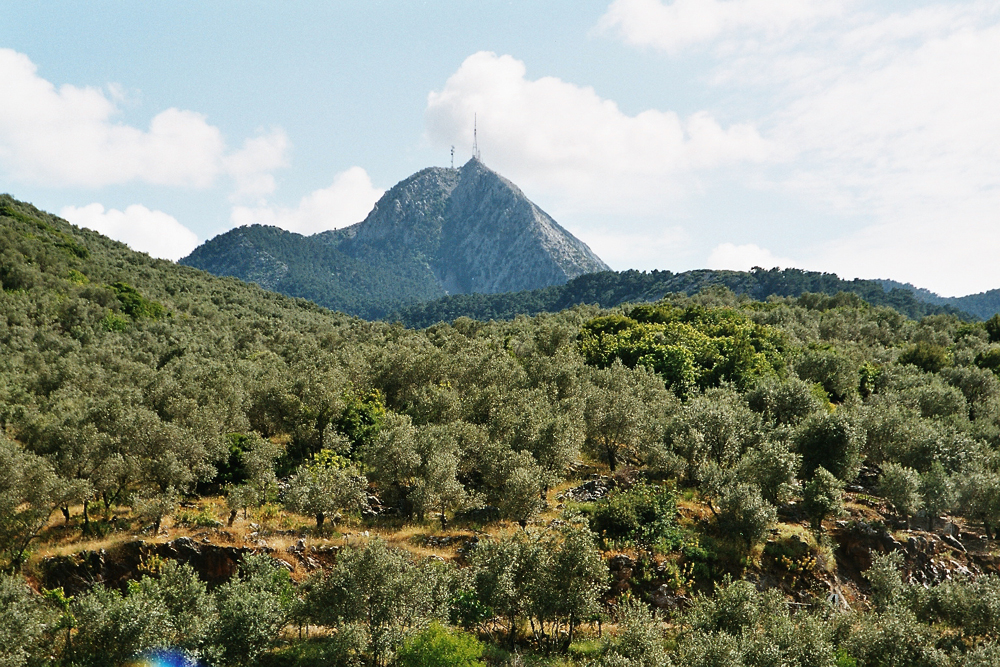
El pico Olimpo se alza 968 metros sobre Lesbos.

Su origen volcánico se manifiesta en muchas partes. Los olivos cubren el 40 % de la isla, con un total de once millones de unidades, junto con otros árboles frutales. Los bosques ocupan el 20 % y el resto es tierra de cultivo y suelo urbano. Al oeste de la isla se encuentra un extenso bosque petrificado. El origen del bosque fue la cubrición de la vegetación existente entonces por materiales volcánicos hace veinte millones de años.
Su economía se basa en la agricultura. El turismo en Mitilene, gracias a su aeropuerto internacional, y las playas de Plomari, Molyvos y Ereso contribuyen de manera sustancial a la riqueza de su economía.

## Historia

### Época arcaica
La isla se menciona como Lazpa en las inscripciones hititas. Homero, en la Ilíada, menciona a Mácar, un rey de la isla.
Mitilene, nombre dado a menudo a toda la isla, fue fundada en el siglo XI a. C. supuestamente por los pentílidas llegados de Tesalia, que gobernaron la isla hasta que fueron derrocados por una revuelta popular al comienzo del siglo VI a. C.
Otras cinco ciudades tuvieron reyes, que también fueron progresivamente expulsados en los siglos VII y VI a. C. y se establecieron gobiernos oligárquicos o tiranías. Todas las ciudades fueron colonizadas por tesalios con los que se impuso la colonización eólica. La poetisa Safo aún escribía en el dialecto eólico del griego. Las ciudades de la isla eran tributarias del rey Creso de Lidia por sus posesiones en la costa (Creso no dominó nunca la isla), pero cuando este fue derrotado por los persas en 546 a. C., la isla pasó a dominio persa y hubo de pactar el pago de un tributo y el envío de soldados cuando el rey lo pidiese.

### Época clásica
En el siglo V a. C., la ciudad de Arisba fue destruida por Metimna y el número de ciudades independientes se redujo a cinco: Mitilene, Metimna, Antisa, Ereso y Pirra. La isla de Lesbos no constituía un Estado-ciudad ni tampoco una federación, aunque algunas ciudades de la misma, como Antisa, Pirra, Ereso y Arisba, gravitaban políticamente en la órbita de Mitilene, que era la más importante de la isla y estaba gobernada por un sistema oligárquico, mientras que Metimna lo era por uno democrático.
Las cinco ciudades contribuyeron a fundar Naucratis en Egipto y se aliaron con Mileto contra el tirano Polícrates de Samos,  que les derrotó. Permanecieron tributarias del rey de Persia hasta 499 a. C., cuando el tirano Coes de Axandros, favorable a Persia, fue derrocado y la isla se unió a la revuelta jonia, pronto sofocada (494 a. C.). La victoria ateniense en Salamina en 480 a. C. supuso el fin del dominio persa en Lesbos. La isla tuvo siempre tendencia oligárquica, pero se acabaron imponiendo elementos partidarios de la democracia. Las cinco ciudades bajo la hegemonía de Mitilene (477 a. C.) ingresaron y se mantuvieron en la confederación de Delos (471 a. C.), excepto por una breve revuelta en la que Metimna no tomó parte: las demás ciudades fueran castigadas y sus tierras se repartieron entre ciudadanos atenienses. 
Permanecieron así hasta el final de la guerra del Peloponeso, cuando cayeron en manos de Esparta (405 a. C.) y de la oligarquía local aliada a Esparta. En 392 a. C. Atenas reconquistó las cinco ciudades, pero por la paz de Antálcidas se restableció su independencia en 387 a. C. En 369 a. C. ingresó en la segunda liga ateniense, pero cayó bajo dominio persa en 357 a. C.

### Época helenística y romana
Cuando Alejandro Magno ganó la batalla de Gránico, las ciudades se declararon a su favor, pero fueron sometidas por la flota persa dirigida por Memnón de Rodas. El general macedonio Hegéloco conquistó la isla hacia el 331 a. C., tras la muerte de Memnón, y pasó a ser gobernada por Macedonia hasta el 167 a. C. en que hubo de firmar un tratado con los romanos. En esta guerra, Labeus destruyó Antisa por ayudar a los macedonios, e incorporó a sus habitantes a los de Metimna.
En 89 a. C. las ciudades de la isla se aliaron con Mitrídates VI Eupator, rey del Ponto, provocando que los romanos desembarcaran en 88 a. C. y se establecieran permanentemente, tras destruir Mitilene, acusada de encabezar la alianza póntica. La última ciudad leal a Mitrídates fue conquistada por M. Minucius Thermus. En esta batalla se distinguió Julio César, que recibió una corona por salvar a un soldado.
Cneo Pompeyo Magno, a petición de Teófanes, le reconoció pocos años después cierta autonomía como ciudad libre bajo dominio romano (79 a. C.). La mujer y el hijo de Pompeyo estuvieron en Mitilene hasta el final de la campaña que acabó en la batalla de Farsalia. En esta época, Mitilene fue de hecho la capital de la provincia romana de Asia. En el año 70, el emperador Vespasiano le suprimió los privilegios, pero en el 117 Adriano se los restauró. La ciudad emitió moneda bajo diversos emperadores. Con la división provincial de Constantino I el Grande, la isla fue incluida en la Provincia Insularum (Hierocles p. 686).

### Época medieval
Durante la época cristiana se construyeron numerosas iglesias y basílicas (más de 50). En 769 fue saqueada por los eslavos, en 821, 881 y 1055 por los sarracenos, por los venecianos en 1125 y por el Reino de Aragón en el siglo XIII. En el 801 fue el lugar de exilio de la emperatriz bizantina Irene, que murió allí el 15 de agosto de 802. Hacia el 1090, Tzashas, emir de Esmirna, conquistó Mitilene, pero fracasó ante Metimna. Alejo I Comneno envió una expedición que recuperó Mitilene. En 1204 fue parte de los dominios directos del emperador latino y en el 1224 fue ocupada por el emperador de Nicea. A partir del 1270 se concedió privilegios comerciales a los genoveses, pero se mantuvo la soberanía bizantina. Los genoveses la quisieron ocupar en 1346, pero el ataque imperial a Quíos lo impidió. Poco después Francesco Gattilusio, un patricio genovés, puso al servicio del bizantino Juan V Paleólogo naves y hombres para ayudarlo a recuperar el trono del que había sido desposeído (1354). A cambio, recibió la señoría de Lesbos y la mano de su hermana María (17 de julio de 1355), si bien, hay que decir que los Gattilusio fueron aliados fieles del imperio y aceptaron la cultura bizantina.

### Época moderna y contemporánea

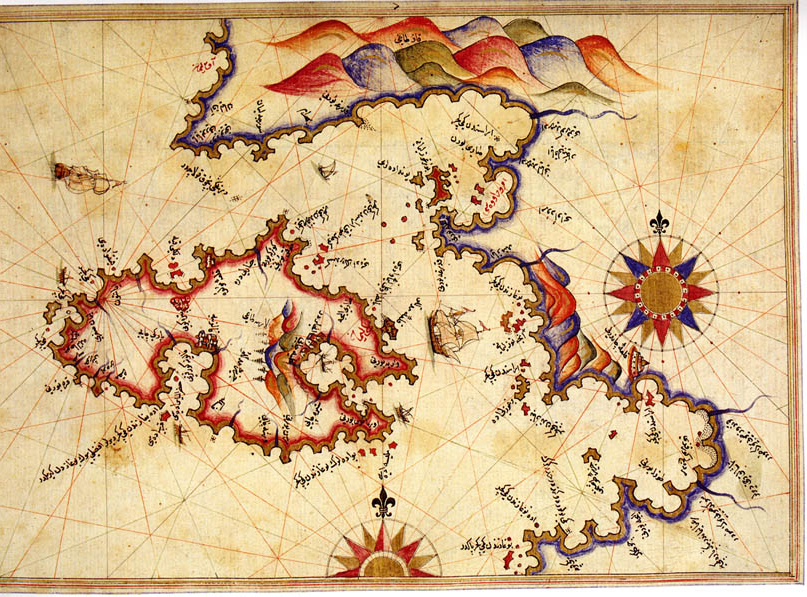
Mapa histórico de la isla de Lesbos de Piri Reis (hacia el)

El 25 de diciembre de 1455, los otomanos atacaron la isla y la ocuparon, excepto Metimna. Se retiraron en el 1456, a cambio de la cesión de Tasos (otra isla de los Gattilusio) y el aumento del tributo. En 1462, acusaron al señor local Nicolo II Gattiluso de deponer y matar a su hermano Domenicco I Gattiluso, tributario de los turcos. Mitilene fue destruida y después de quince días de resistencia Nicolo se rindió y fue trasladado a Constantinopla junto a otros miembros de la familia.
Entre los siglos XVI a XIX, la isla permanecería bajo dominio turco, siendo el lugar de nacimiento del famoso pirata Barbarroja. Durante la guerra de los Balcanes de 1912, después de la batalla naval de Elli, la recuperaron los griegos. Desde entonces permanece bajo su soberanía.

## Crisis de refugiados
A partir de los conflictos en Oriente Medio iniciados en 2014, especialmente por la guerra civil siria y la guerra contra Estado Islámico, pero sin limitarse a estos, cientos de miles de personas han huido de sus territorios originarios hacia Europa. Una de las puertas de acceso al continente ha sido la isla de Lesbos, dada su proximidad con Turquía, desde donde han cruzado el mar Egeo en lanchas y botes proporcionadas a menudo por traficantes, muchas veces pereciendo en el trayecto. La situación ha sido atendida por distintas organizaciones humanitarias internacionales que han denunciado el poco interés de los gobiernos por auxiliar a los inmigrantes, especialmente después de los acuerdos de deportación firmados entre Turquía y la Unión Europea.

## Personas notables de Lesbos

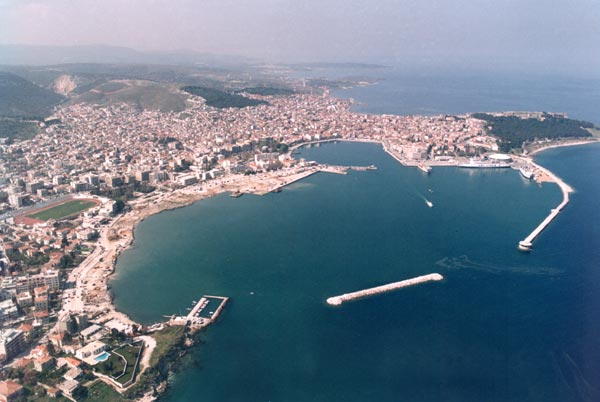
Vista de Mitilene.

- Alceo, (h. 640-600 a. C.), poeta, y su hermano Antiménidas
- Anacreonte (h. 550 a. C.-464 a. C.)
- Arión (siglo VIII a. C.)
- Safo, (h. 640 a. C.-h.600 a. C.), poetisa
- Teofrasto (372 a. C./287 a. C.), botánico
- Terpandro (h. 700 a. C.-650 a. C.), músico
- Diófanes, retórico
- Teófanes (106-48 a. C.), historiador
- Arión de Metimna, poeta y dramaturgo
- Lesques, poeta
- Fanias, historiador
- Pítaco, uno de los siete sabios de Grecia
- Cratipo de Pérgamo, filósofo que enseñó en Mitilene
- Helánico, historiador
- Longo, novelista
- Ducas, historiador bizantino del siglo XV
- Barbarroja (1475-1546) pirata turco.

En el siglo XX el premio nobel de literatura Odysseas Elytis, descendiente de una familia de la isla, vivió en Lesbos.